# 立花家あまね
立花家 あまね（たちばなや あまね、2001年11月8日 - ）は、落語協会に所属する民謡（俗曲）漫談家。

## 経歴
2019年、二代立花家橘之助に入門し、芸名「あまね」を名乗る。
2022年11月上席の浅草演芸ホールにおいて、主任の三遊亭白鳥の膝代わりで師匠の橘之助とのふたりで高座を務める。その後は代演や柳家小春との交互出演などで寄席に単独で出演を始める。
2023年9月上席の鈴本演芸場で落語協会 会長 四代目柳亭市馬が主任を務めた定席興行では、当時準会員であったが単独で定席興行に顔付けされる。2023年11月1日、落語協会の正会員となる。
2024年6月現在。落語協会最年少。

## 芸歴
- 2020年 - 二代立花家橘之助に入門、芸名「あまね」を名乗る。
- 2023年11月 - 落語協会正会員となる。